# Mitt hem är ej på jorden
Mitt hem är ej på jorden är en psalmtext av Nils Frykman Sången har tre 7-radiga verser och melodin är 4/4-takt i A-dur och finns publicerad i Jerusalems Lofs 2:a upplaga, till sång nummer 19.

## Publicerad i
- Herde-Rösten 1892 som nummer 186
- Hjärtesånger 1895 som nummer 156 under rubriken Hemlandssånger
- Zions Strängaspel, 1907, som nummer 196.